# ロベルト・レーマク

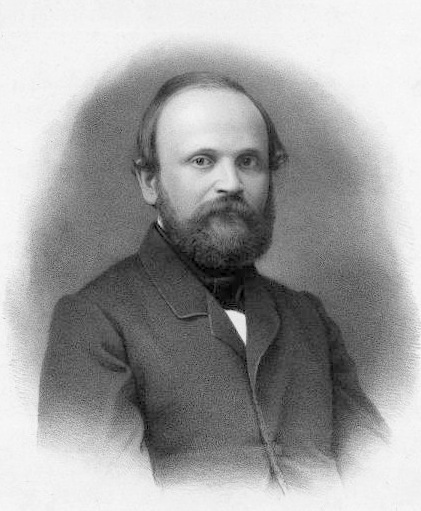
ローベルト・レーマク

ロベルト・レーマク（Robert Remak, 1815年7月26日　ポズナニ - 1865年8月29日　バート・キッシンゲン）は、ドイツの動物学・生理学・神経病学者。姓はレマーク、レマクとも書かれる。ドイツ語では[re:mak]と発音される。

## 生涯
ベルリンで学び、ヨハネス・ペーター・ミュラー(1801-1858) の指導を受けて組織学の研究に従事し、後にヨハン・ルーカス・シェーンライン (1793-1864) の助手となり、1859年、ベルリン大学医学部員外教授の資格を得るが、ユダヤ人差別のため終生正式な講座を持つことができなかった。しかし、彼はプロシアでユダヤ教に背教せずに教授資格を得た最初のユダヤ人である。
研究分野は大きく、神経線維の微細構造に関するもの、発生学、神経症の三方面にわたる。
細胞分裂説と、神経・筋肉の治療に電気を用いる方法を使用したことでは先駆者である。また、受精卵が分裂増殖するにつれて形成されてくる胚葉を内・中・外の三葉に区別・命名した。
子のエルンスト・レーマクは神経病学者。
孫のロベルト・レーマクは数学者。